# Okres Konin
Okres Konin (polsky Powiat koniński) je okres v polském Velkopolském vojvodství. Rozlohu má 1578,71 km² a v roce 2019 zde žilo 130 053 obyvatel. Sídlem správy okresu je město Konin, které však není jeho součástí, ale tvoří samostatný městský okres.

## Gminy
Městsko-vesnické:
- Golina
- Kleczew
- Rychwał
- Sompolno
- Ślesin

Vesnické:
- Grodziec
- Kazimierz Biskupi
- Kramsk
- Krzymów
- Rzgów
- Skulsk
- Stare Miasto
- Wierzbinek
- Wilczyn

## Města
- Golina
- Kleczew
- Rychwał
- Sompolno
- Ślesin

## Sousední okresy
| Růžice kompasu | Mogilno | Inowrocław  | Radziejów | Růžice kompasu |
| Růžice kompasu | Słupca  | Sever       | Koło      | Růžice kompasu |
| Růžice kompasu | Słupca  | Okres Konin | Koło      | Růžice kompasu |
| Růžice kompasu | Słupca  | Jih         | Koło      | Růžice kompasu |
| Růžice kompasu | Pleszew | Kalisz      | Turek     | Růžice kompasu |